# ビービー・カー・マクバラー

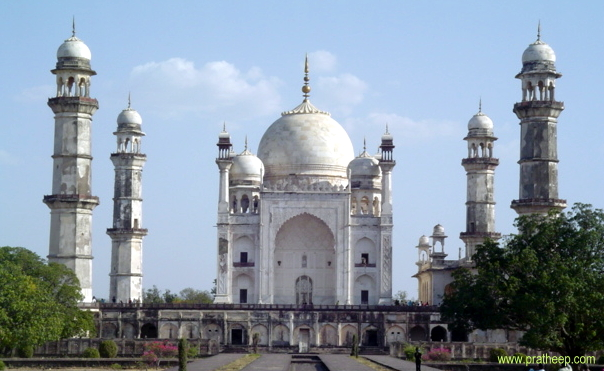
ビービー・カー・マクバラー

ビービー・カー・マクバラー （بی بی كا مقبرہ, बीबी का मक़बरा, Bibi Ka Maqbara）は、インドのアウランガーバードにあるムガル帝国の第6代皇帝アウラングゼーブの妃、ディルラース・バーヌー・ベーグムの廟墓である。
17世紀後半に息子のアーザム・シャーにより構築された。
この名前は、翻訳すると「婦人の墓（Tomb of the Lady）」の意味だが、タージ・マハルとの類似のために「貧乏人のタージ」の愛称を得ている。